# Eclipse solar del 14 de octubre de 2023
Un eclipse solar anular ocurrió el 14 de octubre de 2023. Un eclipse solar ocurre cuando la Luna pasa entre la Tierra y el Sol, ocultando total o parcialmente el Sol para un espectador en la Tierra. Dos eclipses solares anular ocurre cuando el diámetro aparente de la Luna es más pequeño que el del Sol ocultando la mayor parte del Sol y causando que el Sol parezca un anillo. Un eclipse anular aparece como un eclipse parcial sobre una región de miles de kilómetros de ancho. El eclipse recorrió la mayor parte de América y los mejores lugares para verlo fueron Estados Unidos, la Península de Yucatán en México, la mayor parte de América Central, Colombia y Brasil.

## Visibilidad

### Estados Unidos
El recorrido del eclipse comenzó cruzando los Estados Unidos en Oregón, entrando en Dunes City y pasando por Newport, el parque nacional del Lago del Cráter, el bosque nacional Umpqua y Fremont, Eugene y Medford. Después de pasar por la esquina noreste de California (en el bosque nacional Modoc), viajar a través de Nevada (pasando por el desierto de Black Rock, Winnemucca y Elko) y Utah (pasando por el bosque nacional Fishlake, el parque nacional Canyonlands, Glen Canyon National Recreation Area y Bluff). Después de eso, cubrió la esquina noreste de Arizona (incluida Kayenta) y la esquina suroeste de Colorado (incluidas Cortez y la Reserva de la Montaña Ute). En Nuevo México, pasó por Farmington, Albuquerque, Santa Fe, Roswell, Hobbs y Carlsbad. Posteriormente, ingresó a Texas, pasando por Midland, Odesa, San Angelo, San Antonio y Corpus Christi antes de ingresar al Golfo de México.

### México
En México, su trayectoria fue en la península de Yucatán, cubriendo la ciudad de Campeche en el estado de Campeche, Oxkutzcab en el estado de Yucatán (acercándose a Mérida) y Chetumal en Quintana Roo.

### Mar Caribe
En Cuba, el eclipse se vio en todo el país, sobre todo en la región occidental, central, menormente pero visto en la región oriental, en las Islas Caimán también fue visto casi más anularmente y en el resto no fue tan visto.

### Centroamérica
En Belice, el eclipse pasó sobre Belmopán, Ciudad de Belice y Guatemala antes de dejar tierra nuevamente; volvió a entrar en Honduras; pasó por Islas de la Bahia, La Ceiba y Juticalpa, y en Nicaragua pasó por Bluefields. El punto de mayor eclipse ocurrió cerca de la costa de Nicaragua. Luego en Costa Rica pasó por Limón, y en Panamá pasó por Santiago de Veraguas. Su punto de mayor duración ocurrió frente a la costa de Natá, en Panamá.

### Sudamérica
En Sudamérica, el eclipse entró a Colombia por el Océano Pacífico y pasó por Pereira, Armenia, Sevilla, Zarzal, Tuluá, Buga, Cali, Palmira, Ibagué, Neiva, Popayán Villavieja y Bogotá. En Brasil, pasó por los estados de Amazonas (cubriendo Fonte Boa, Tefé y Coari), Pará (cubriendo Parauapebas y Xinguara), Tocantins (Araguaína) Maranhão (Balsas), Piauí (Picos), Ceará (Juazeiro do Norte), Pernambuco (Araripina), Paraíba (João Pessoa) y Rio Grande do Norte (Natal) antes de desembocar en el Océano Atlántico. Luego llegó a Perú pasando por Arequipa, Cerro Colorado, Belaúnde y Miguel Grau.

## Galería

### Anularidad

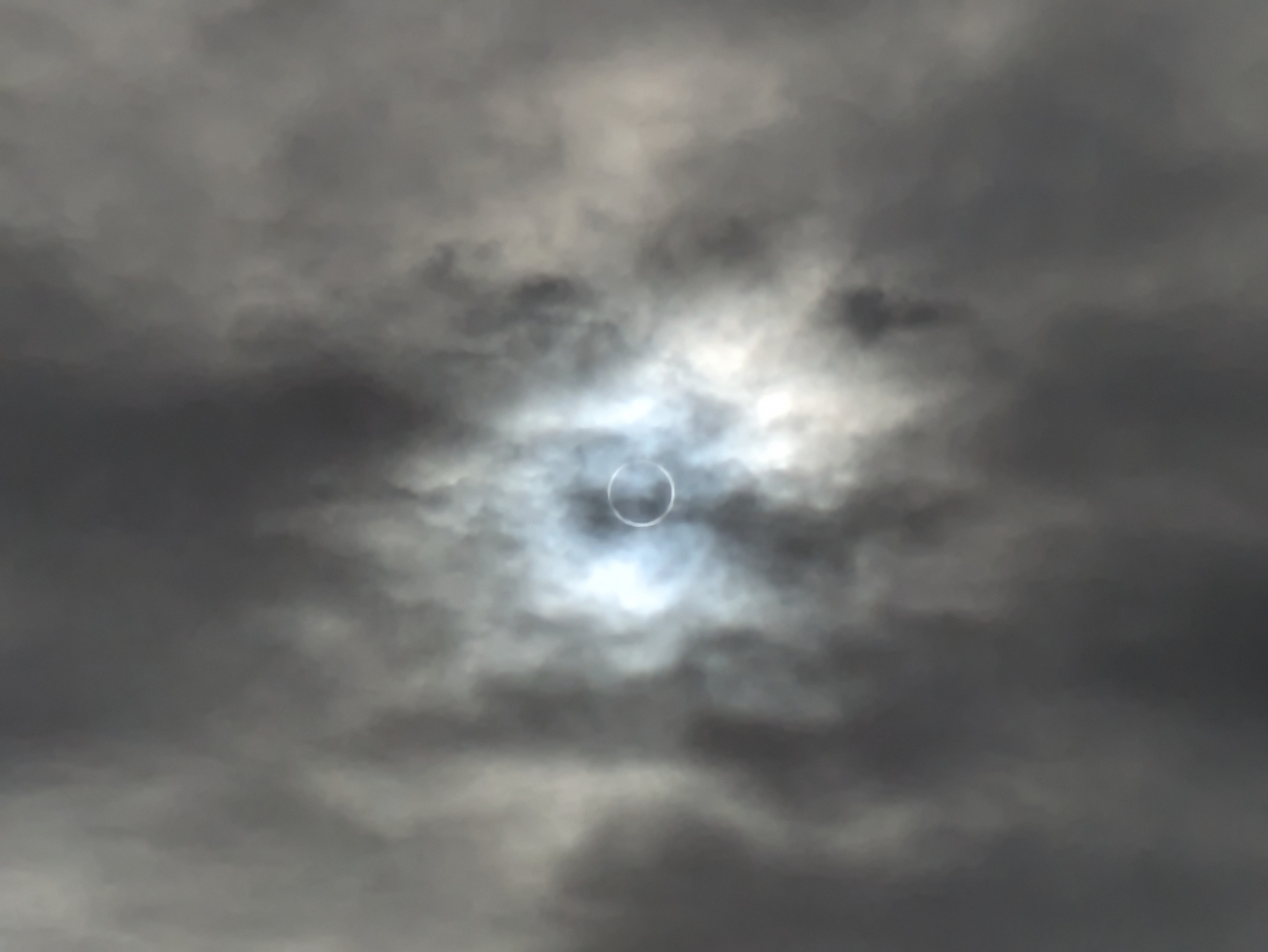
Winnemucca, Nevada, EE. UU.
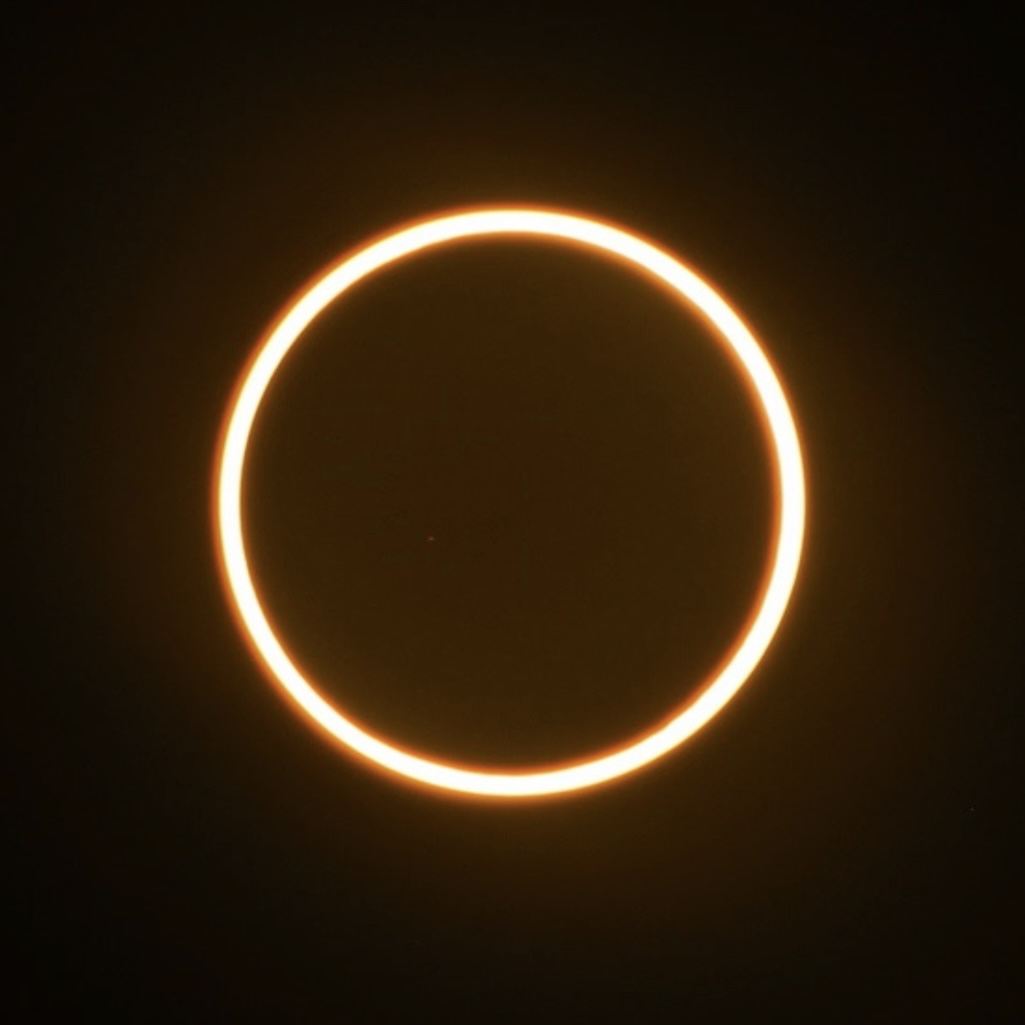
Mexican Hat, Utah, EE. UU.
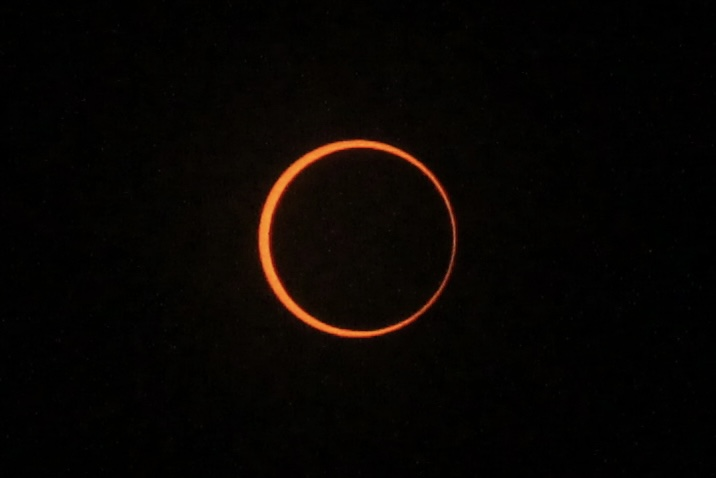
Los Álamos, Nuevo México, EE. UU.
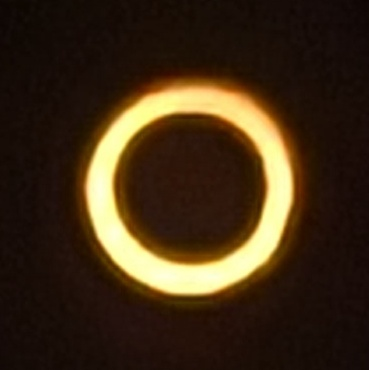
Andrews, Texas, EE. UU.
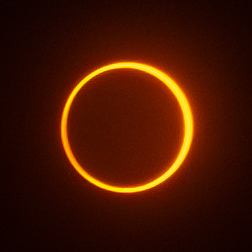
San Francisco de Campeche, México
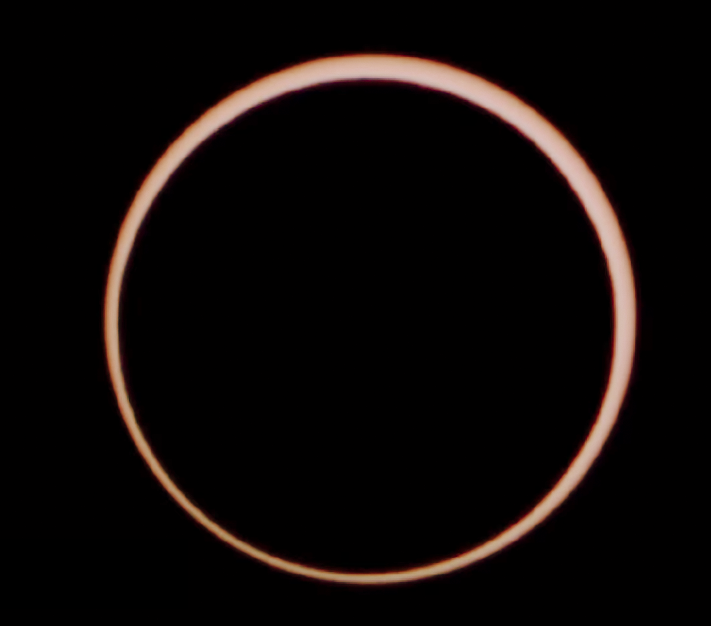
Juazeiro do Norte, Brasil
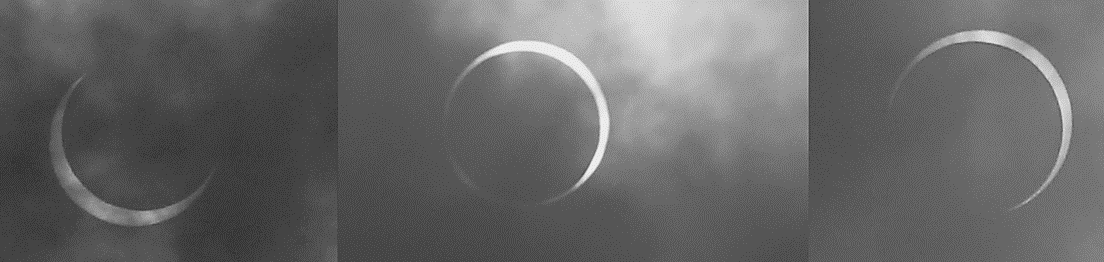
Tohcok, Campeche México

### Parcialidad

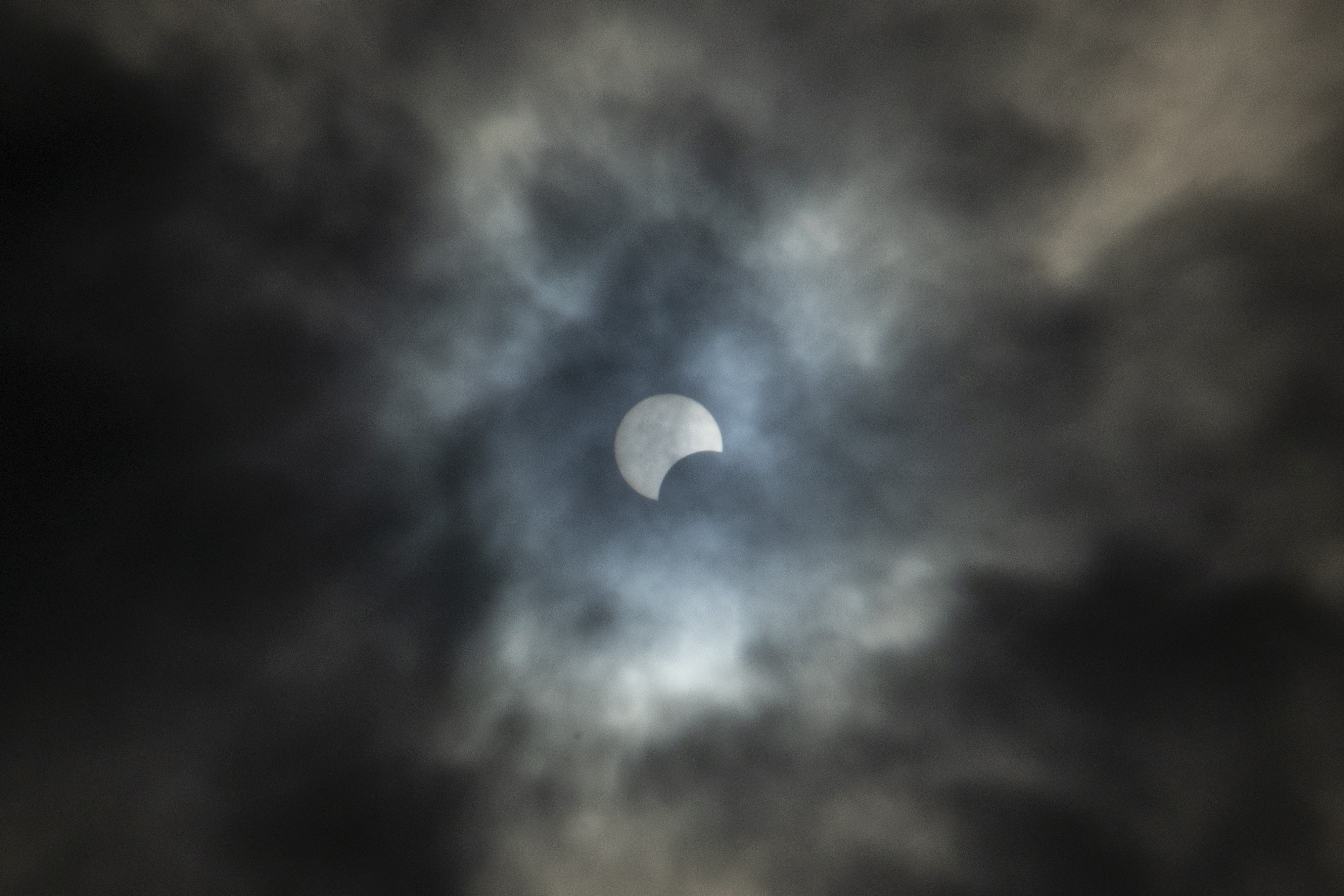
Belleville, Ontario, Canadá
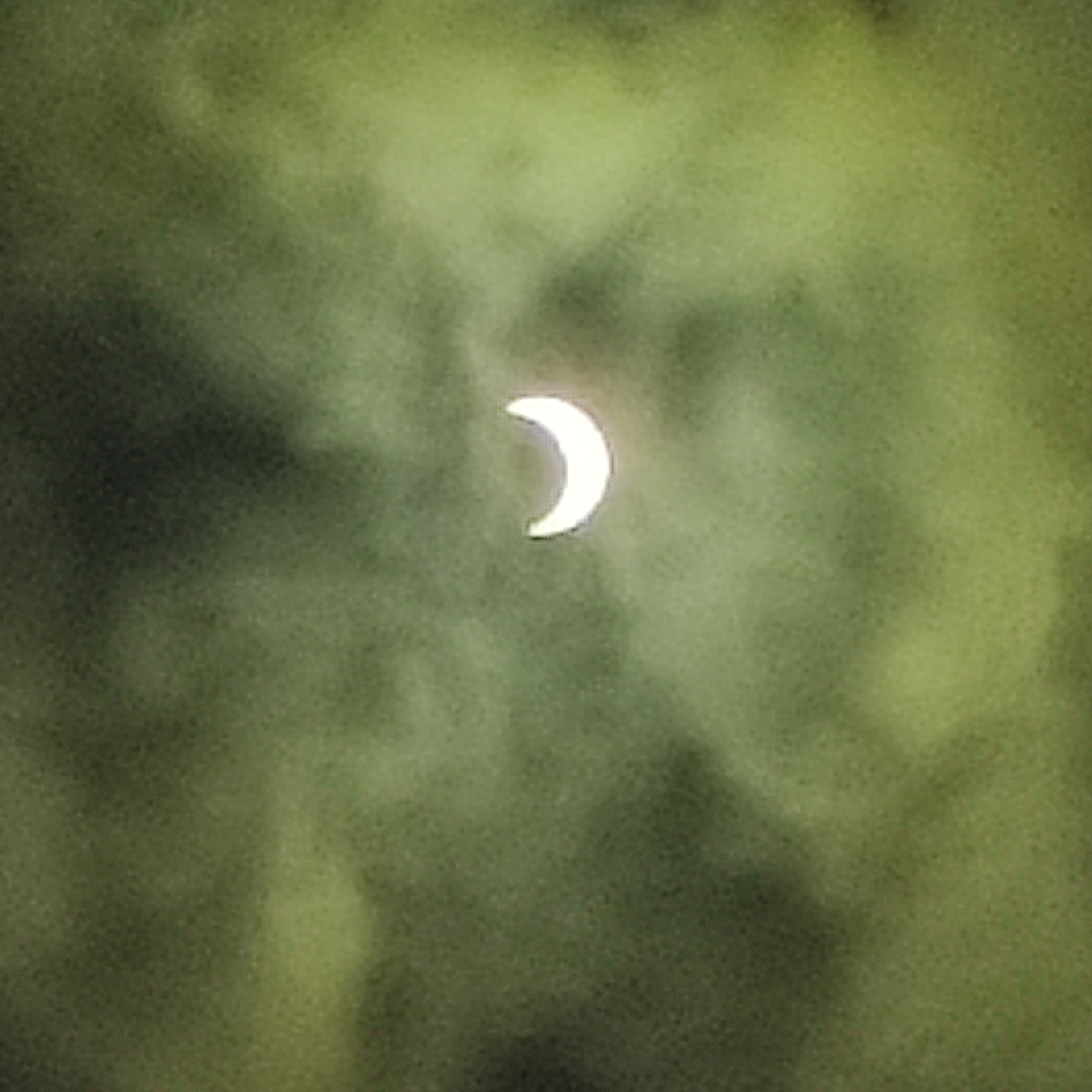
Santiago de Querétaro, México
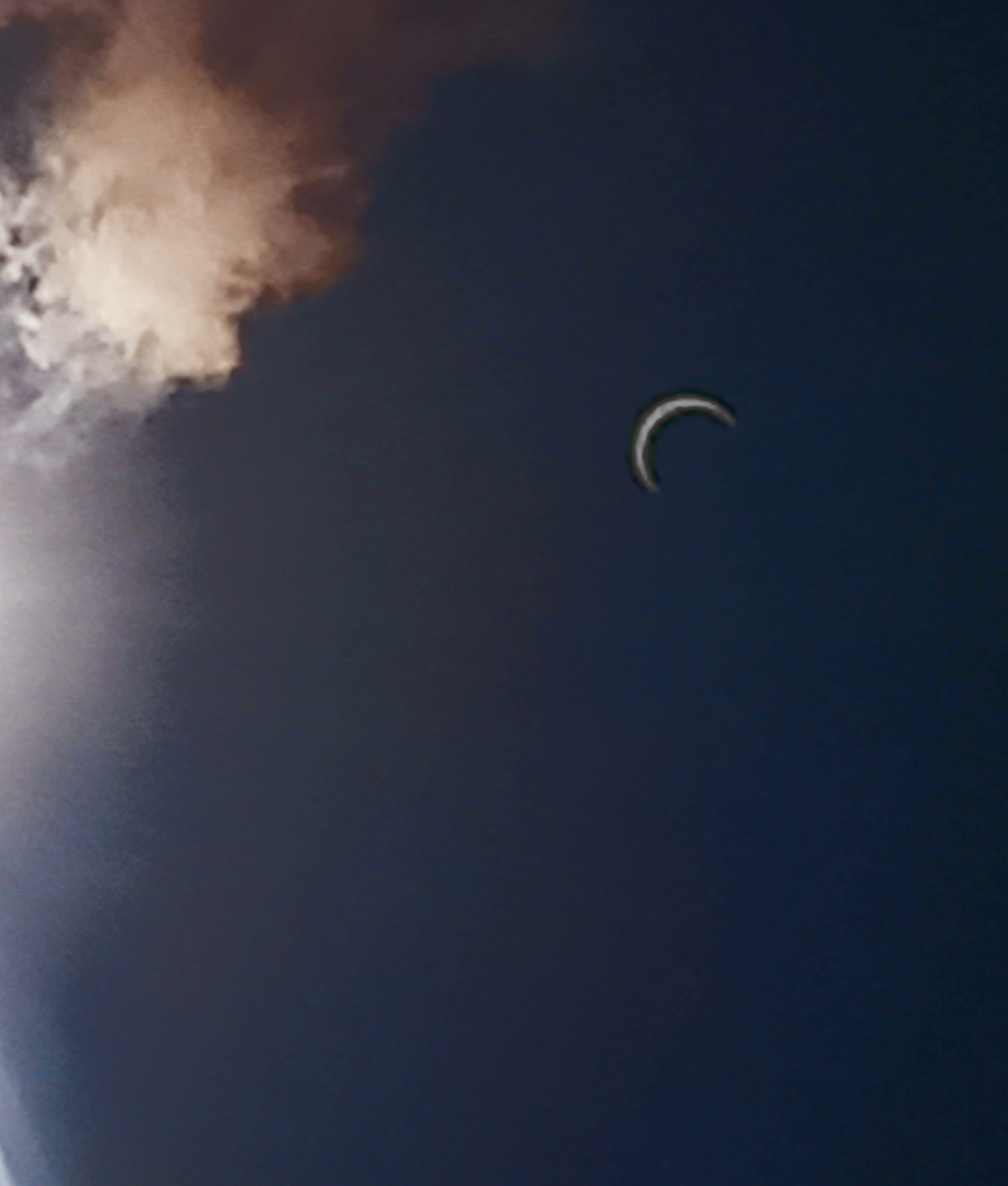
San Salvador, El Salvador
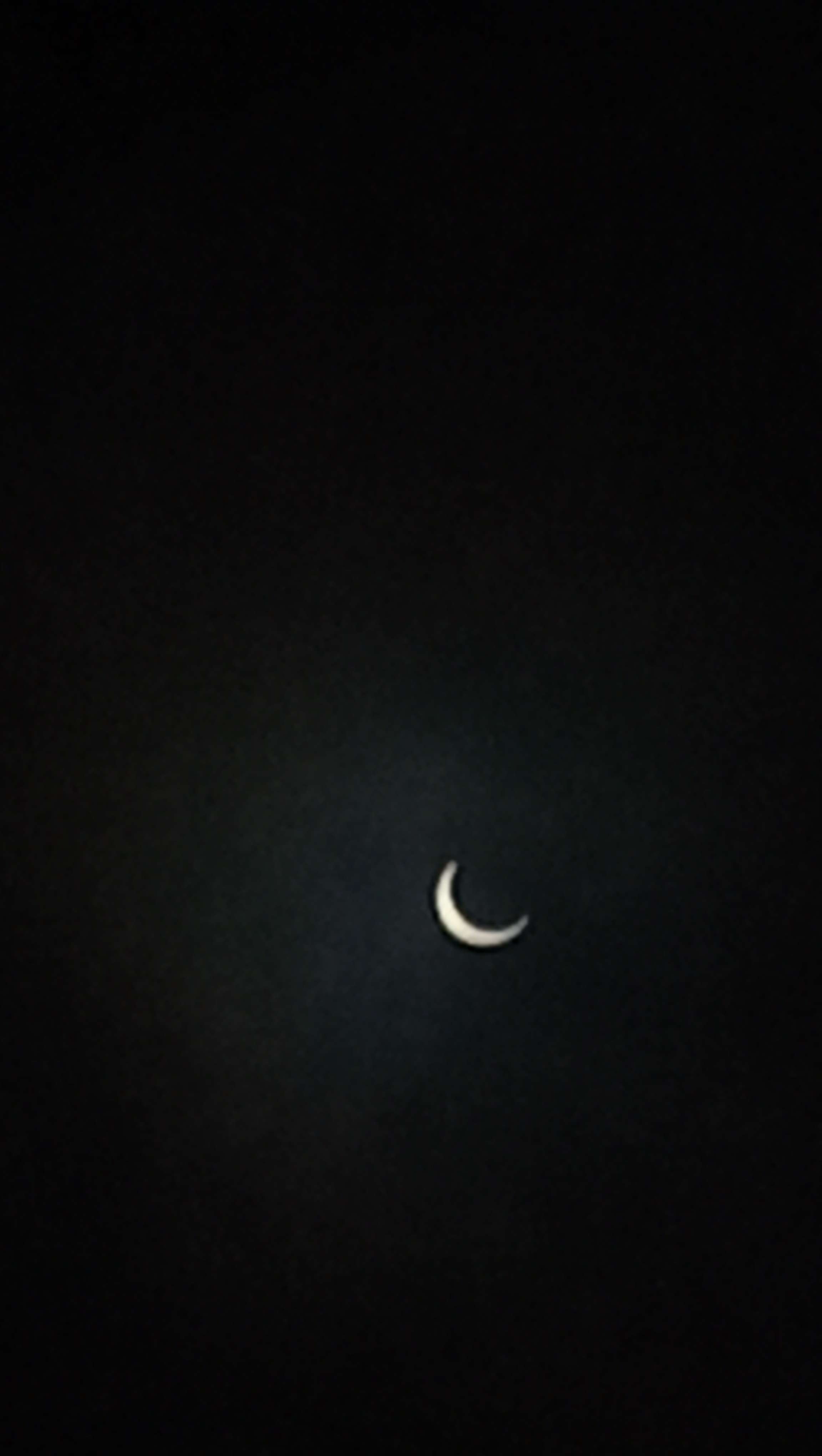
Rosa Zárate, Ecuador
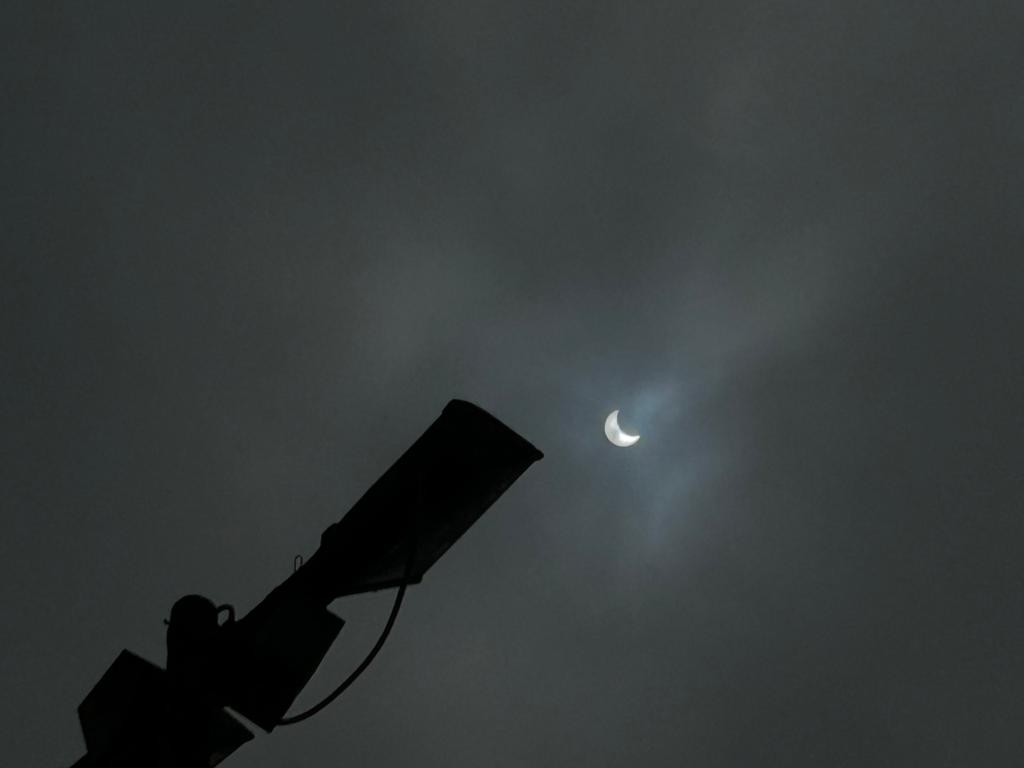
Lima, Perú
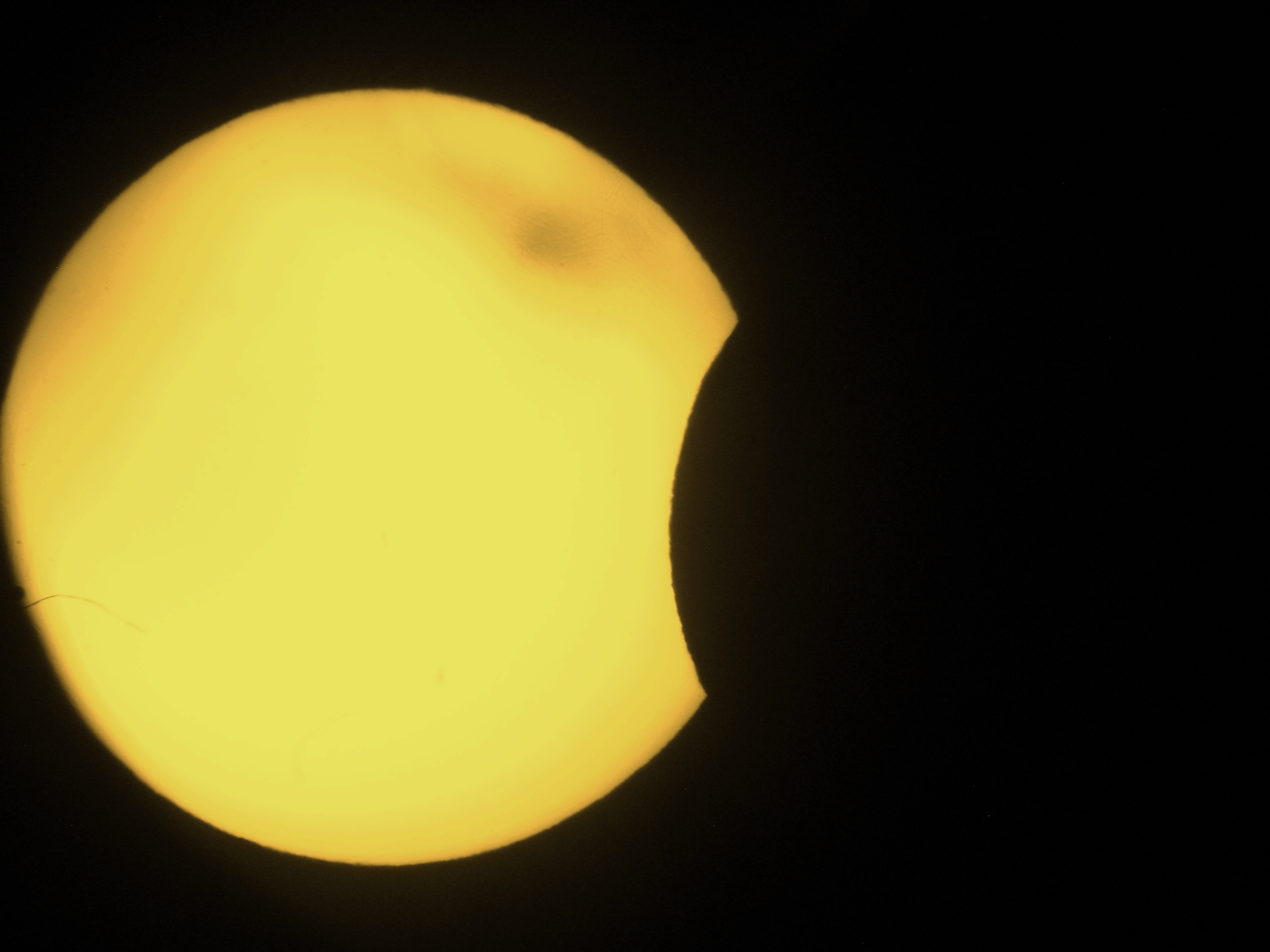
Ciudad Jardín, Argentina